# Varronia lima
Varronia lima är en strävbladig växtart som beskrevs av Nicaise Auguste Desvaux. Varronia lima ingår i släktet Varronia och familjen strävbladiga växter. Inga underarter finns listade i Catalogue of Life.